# Freebird Airlines
Freebird Airlines er et flyselskab fra Tyrkiet og Malta. Det fokuserer primært på europæiske lande og opererer både rute- og charterflyvninger.
Selskabet blev grundlagt i år 2000 og har mere end 80 destinationer.